# آدم جايلز
آدم جايلز (بالإنجليزية: Adam Giles)‏ هو موظف مدني وسياسي أسترالي، ولد في 10 أبريل 1973 في أستراليا. حزبياً، نشط في حزب الدولة الليبرالي ‏. وقد انتخب عضو الجمعية التشريعية للإقليم الشمالي ‏ عن دائرة Electoral division of Braitling ‏ (9 أغسطس 2008 – 27 أغسطس 2016) وانتخب Chief Minister of the Northern Territory ‏ (14 مارس 2013 – 31 أغسطس 2016).